# Drepanosticta inversa
Drepanosticta inversa – gatunek ważki z rodziny Platystictidae.